# Ли Дэчжу
Ли Дэчжу (кит. 李德洙, род. ноябрь 1943, Ванцин, Маньчжоу-Го) — китайский государственный и политический деятель, председатель Государственного комитета КНР по делам национальностей в 1998—2008 годах.
Кандидат в члены ЦК КПК 12-го созыва, член Центрального комитета Компартии Китая 13-16 созывов.

## Биография
Родился в ноябре 1943 года в уезде Ванцин, Маньчжоу-Го. В апреле 1965 года вступил в Коммунистическую партию Китая.
В 1967 году окончил политический факультет Яньбяньского университета, после чего был направлен на работу в партком КПК уезда Ванцин.
В 1978 году — замсекретаря комитета Коммунистического союза молодёжи (КСМК) провинции Цзилинь, председатель Цзилиньской федерации молодёжи и член ЦК КСМК.
В 1983 году — секретарь парткома КПК уезда Лунцзин. В том же году назначен секретарём парткома и одновременно главой Народного правительства Яньбянь-Корейского автономного округа.
С 1985 по 1998 гг. последовательно занимал должности секретаря парткома КПК Яньбянь-Корейского автономного округа и члена Постоянного комитета парткома КПК провинции Цзилинь, вице-губернатора провинции, секретаря партотделения КПК Госкомитета КНР по делам национальностей и заместителя заведующего Отделом Единого фронта ЦК КПК по совместительству.
В 1998 году назначен председателем Государственного комитета КНР по делам национальностей и работал в этой должности до марта 2008 года.
В 2008 году избран членом Всекитайского комитета Народного политического консультативного совета Китая 11-го созыва.